# Damias biguttata
Damias biguttata là một loài bướm đêm thuộc phân họ Arctiinae, họ Erebidae.